# Martín Rodríguez-Gaona
Martín Rodríguez-Gaona (Lima, 1969) es un poeta, ensayista, editor y traductor de origen peruano naturalizado español. 

## Biografía
Se licenció en Comunicaciones en la Universidad de Lima. Tras estudiar un máster en 1998 en Estados Unidos (Bowling Green State University, Ohio, 1998) se instaló en España, donde fue becario de creación en la Residencia de Estudiantes de Madrid (1999-2001), institución en la que trabajó después como gestor cultural hasta 2005. Durante este tiempo, organizó lecturas y conferencias de poetas como Seamus Heaney, Jorge Eduardo Eielson, José Watanabe, Antonio Gamoneda, Daniel Samoilovich y John Giorno. 
En 2010 ganó la beca internacional de creación poética «Antonio Machado» de Soria. Como resultado de su estancia en esta ciudad, escribió el poemario Codex de los poderes y los encantos (2011).
A finales de 2011 ganó el XXIV premio de poesía «Cáceres Patrimonio de la Humanidad» con su libro Madrid, línea circular.
En 2018 ganó el X Premio Málaga de ensayo con La lira de las masas. Internet y la crisis de la ciudad letrada. Una aproximación a la poesía de los nativos digitales.
En 2022 obtuvo el XL Premis Ciutat de València de ensayo Celia Amorós con  Contra los inflluencers. Corporativización tecnológica y modernización fallida (o sobre el futuro de la ciudad letrada).
Su obra poética se ha publicado en revistas literarias (entre otras: Calamar, revista de creación; Lateral; Eñe. Revista para leer; Quimera; Matador; ABCD [suplemento literario del diario ABC]; Riff-Raff; RevistAtlántica; etc.) y sus libros en Ediciones de los Lunes y Ediciones del Santo Oficio (Perú) y Pre-Textos, Olifante y La Oficina (España). 
La poesía de Martín Rodríguez-Gaona figura en las antologías Festivas formas de Eduardo Espina (Medellín: Universidad de Antioquía, 2009), Los relojes se han roto: poesía peruana de los noventa. (Guadalajara: Ediciones Arlequín, 2005),  De este lado del cielo: Nueva antología de poesía peruana de Mario Pera, (Santiago de Chile: Descontexto Editores, 2019) y Lima Escrita. Arquitectura poética de la ciudad 1970-2020 (Lima: Intermezzo Tropical, 2021); habiendo sido analizada en el estudio En la comarca oscura. Lima en la poesía peruana 1950-2000 (Fondo Editorial de la Universidad de Lima, 2006).

## Ensayo
Sus ensayos Mejorando lo presente. Poesía española última: posmodernidad, humanismo y redes (Caballo de Troya, 2010) y La lira de las masas. Internet y la crisis de la ciudad letrada (Páginas de espuma, 2019, X Premio Málaga) son pioneros en el análisis de la poesía en su adaptación a la cultura digital. 
Mejorando lo presente. Poesía española última: posmodernidad, humanismo y redes (Caballo de Troya, 2010), estudia la obra de poetas como Agustín Fernández Mallo, Manuel Vilas, Pablo García Casado y Mercedes Cebrián quienes, como inmigrantes digitales, lograron debatir y darse visibilidad hacia 2005 a través de blogs, para hacerse un espacio y renovar formalmente el saturado panorama de la poesía española del cambio de siglo, asimilando el experimentalismo posmoderno y el discurso posestructuralista. Mejorando lo presente fue seleccionado como uno de los diez mejores libros de 2010, según la revista Quimera.
La lira de las masas. Internet y la crisis de la ciudad letrada. Una aproximación a la poesía de los nativos digitales, continua dicha investigación sobre las relaciones de internet y la producción simbólica, afirmando que, con el surgimiento de la primera promoción de nativos digitales (también conocida como generación Millennial), la poesía española del siglo XXI es indisociable de su escritura y promoción a través de las redes sociales, por lo que requiere ser analizada como un fenómeno trasmedial para diferenciar la escritura artística de productos editoriales. Este enfoque, que reconoce categorías nuevas como la oralidad electrónica, la autorrepresentación y la extimidad virtual o el autobranding, produjo polémica por su análisis de distintas comunidades poéticas, como la conformada por los autores de la poesía pop tardoadolescente (también llamada parapoesía o subpoesía) , quienes se imponen editorialmente gracias a la popularidad, ineractividad y viralidad que permiten plataformas como YouTube, Facebook, Instagram y Twitter.
Contra los influencers. Corporativización tecnológica y modernización fallida (o sobre el futuro de la ciudad letrada) estudia a la sociedad literaria española en su conjunto -desde mediados del siglo XX hasta el presente-, para rastrear la paulatina influencia de lo corporativo y la política partidaria en la configuración de la actualidad literaria y el canon. Un proceso en el que la publicidad se impone a la expresión literaria, por lo que desde la Transición la función social de la poesía resulta más importante que las obras mismas, privilegiándose a aquellos autores que buscan proyectarse mediáticamente como figuras públicas al dirigirse a un público masivo que constituiría el mainstream. De este modo, todos los poetas que no encajen en dicha función, más allá de su calidad o voluntad artística, conformarían los márgenes de la ciudad letrada. 
Como traductor de poesía estadounidense su obra incluye versiones de Gertrude Stein, Jack Spicer y Alice Notley,  y libros  como La sabiduría de las brujas de John Giorno (DVD, 2008) y Pirografía: Poemas 1957-1985 (Visor, 2003), una selección de los primeros diez libros de John Ashbery.

## Edición
Como editor ha publicado libros para el Fondo de Cultura Económica de México (la antología Honor de los vencidos de Luis Antonio de Villena) y para la Residencia de Estudiantes de Madrid (la serie de audiolibros «Poesía en la Residencia», con la voz de Jaime Gil de Biedma, José Ángel Valente, Olga Orozco, Gonzalo Rojas, Blanca Varela, etc.).
A partir de su investigación sobre las relaciones entre la poesía e internet, ha publicado la antología de poesía femenina Decir mi nombre. Muestra de poetas contemporáneas desde el entorno digital (Milenio, 2019), enmarcada en la influencia de las redes y los feminismos, donde se recoge poemas y entrevistas a dieciséis autoras eminentemente literarias (Berta García Faet, Gata Cattana, Blanca Llum Vidal y Uxue Juárez, entre otras), quienes representan el aspecto artístico, culto, literario e incluso experimental de la generación millennial.

### Poesía
- Efectos personales, Ediciones de los Lunes, 1993.
- Pista de baile, Lima: Ediciones El Santo Oficio, 1997; segunda edición, Zaragoza: Eclipsados, 2008.
- Parque infantil, Valencia: Pre-Textos, 2005.
- Codex de los poderes y los encantos, Tarazona: Olifante, 2011.
- Madrid, línea circular, Madrid: La Oficina, 2013, Premio Cáceres Patrimonio de la Humanidad.
- Motivos fuera del tiempo: las ruinas, Valencia: Pre-Textos, 2020.
- Wunderkammer: las musas y otras mutaciones, Madrid, Huerga y Fierro, 2024.

### Antologías
- Honor de los vencidos. Poemas escogidos de Luis Antonio de Villena, Madrid: Fondo de Cultura Económica, 2008.
- Cántico de disolución. Poemas escogidos de Jaime Siles, Madrid: Verbum, 2015.
- Donde atisbé la luz. Poemas escogidos de Antonio Colinas, Madrid: Verbum, 2018.
- Decir mi nombre. Muestra de poetas contemporáneas desde el entorno digital, Barcelona: Milenio, 2019.

### Traducciones
- ASHBERY, John: Pirografía: Poemas 1957-1985, Madrid: Visor, 2003.
- GIORNO, John: La sabiduría de las brujas, Barcelona: DVD, 2008.
- GIORNO, John: Me he resignado a quedarme aquí, Lima: Lustra, 2011.
- DEDORA, Brian: Lorcation, Madrid: Visor, 2015.
- ASHBERY, John: Pasaje techado, Madrid: Visor, 2016.
- SPICER, Jack: A la manera de Lorca y otros poemas, Madrid: Salto de página, 2018.

### Ensayo
- En torno a la posmodernidad y la muerte del posmodernismo, Colmenar Viejo: Amargord, 2007. ISBN 978-84-87302-42-8
- Mejorando lo presente. Poesía española última: posmodernidad, humanismo y redes, Madrid: Caballo de Troya, 2010.
- La lira de las masas. Internet y la crisis de la ciudad letrada. Una aproximación a la poesía de los nativos digitales, Madrid: Páginas de Espuma, 2019, Premio Málaga.
- Contra los influencers. Corporativización tecnológica y modernización fallida (o sobre el futuro de la ciudad letrada), València: Pre-Textos, 2023, Premi Celia Amorós. XL Premis Ciutat de València.